# Muhammad Mukrim Binmansur
Muhammad Mukrim Binmansur, Mohamed Moukrim Ben Mansour (ar. محمد موكريم بنمنصور; ur. 5 kwietnia 1938 w Casablance) – marokański zapaśnik walczący w stylu klasycznym. Dwukrotny olimpijczyk. Odpadł w eliminacjach turnieju w Rzymie 1960 i Meksyku 1968. Startował w kategorii 68 kg.
Srebrny medalista mistrzostw Afryki w 1969 roku.
- Turniej w Rzymie 1960

Przegrał z Japończykiem Mitsuharu Kitamurą i zawodnikiem Libanu Ibrahimem Awarikim.
- Turniej w Meksyku 1968

Przegrał z Wernerem Holzerem z USA i Duńczykiem Kurtem Madsenem.